# Merl LaVoy
Merl LaVoy (1885-1953) est un photographe et directeur de photographie documentaire qui a parcouru le monde, ce qui lui a valu le surnom de « Marco Polo moderne »,.

## Biographie
Il est le fils de Charles Henry LaVoy et Luella Easton, né le 14 décembre 1885 dans la petite ville de Royalton, Wisconsin. Son père meurt dans un accident de scierie alors que Merl est âgé de 13 mois. Sa mère épouse Arthur E. Peck en 1893 et la famille déménage à Tower dans le comté de St Louis, Minnesota. En 1906, la mère de LaVoy divorce et se remarie à William Henry Cole à Seattle. LaVoy a rarement parlé de sa jeunesse, mais dans certains récits, il affirme que ses parents sont morts quand il était jeune et qu'il vivait avec un oncle dans une cabane en rondins dans une zone fortement boisée de l'Oregon,.
En 1907, travaille pour la Great Northern Development Company qui prospecte du cuivre à la mine de la rivière Kotsina en Alaska. Il devient musher de traîneaux à chiens et commence à prendre des photos,. Au printemps 1910, il se rend à Seattle et rencontre Herschel Parker et Belmore Browne et se porte volontaire pour les aider dans une expédition, afin de vérifier si une expédition précédente dirigée par Frederick Cook a bien atteint le sommet du mont McKinley,. L'entreprise est un échec. LaVoy rejoint l'expédition Parker Browne en1912, en partie comme photographe, et transporte une tonne de matériel sur des traîneaux à chiens de Seward au glacier Muldrow. L'équipe arrive à quelques centaines de mètres du sommet mais fait demi-tour en raison du mauvais temps,.
En 1913, il est chargé par le Chicago Mail d'accompagner l'éditeur Ben Boyce et de prendre des photos lors d'un voyage autour du monde. Il emporte un appareil photo panoramique pesant 40 livres et photographie le Taj Mahal avec une perspective unique. Plus tard, il a présenté une copie de la photo au président Woodrow Wilson,.
Pendant la Première Guerre mondiale, LaVoy filme du côté de l'armée française lors de l'offensive de la Somme de 1916, notamment l'une des premières attaques de chars de la Première Guerre mondiale,. Il est le seul photographe civil américain à avoir filmé les champs de bataille de la Somme et de Verdun avec l'armée française.
Son film Heroic France, produit par la Mutual Film Corporation, sort en juin 1917. Le deuxième film de guerre de LaVoy, Victorious Serbia (1918), sort aux États-Unis lors d'expositions-bénéfices locales organisées par la Croix-Rouge.
En juin 1918, LaVoy accompagne le conférencier Elias Burton Holmes pour son dernier projet de film sur la Première Guerre mondiale. Au cours des derniers mois de la guerre, ils voyagent à travers l'Europe de l'Est. Des films et des photographies montrent les opérations militaires roumaines en Transylvanie, la vie quotidienne en Macédoine et la ville de Constantinople peu après la capitulation turque.
Après la guerre, LaVoy est directeur de la photographie pour la Croix-Rouge. Il tourne en Italie, dans les Balkans, en Turquie et en Afrique du Nord. Au cours des années 1920, il part en mission en Australie, aux Îles Salomon, aux Philippines, en Alaska, et en Chine. À partir de 1927, il réalise des actualités pour Pathé.
Dans les années 1930, il est sur des projets photographiques au Japon, en Chine, en Sibérie et au  Manuchukuo. Au milieu des années 1930, il travaille pour John W. Hauserman et documente les projets d'extraction d'or de Hauserman aux Philippines,. En 1938, il est en Afrique du Sud où il se lance dans des projets de films industriels et de photographie indépendante.
Il meurt d'une crise cardiaque alors qu'il séjourne à Johannesburg, en Afrique du Sud, le 7 décembre 1953. Son corps est incinéré au crématorium de Braamfontein.

## Films retrouvés
Longtemps considéré comme perdu, Heroic France est découvert en 2015 par les historiens du cinéma Ron van Dopperen et Cooper C. Graham. Les images proviennent des bobines 3-6. Le tout dure un peu plus de 35 minutes. Ces scènes ont été trouvées dans une collection de séquences inutilisées collectées par CBS pour leur série documentaire télévisée sur la Première Guerre mondiale (1964-1965) et avaient été données aux Archives nationales.
En 2017, van Dopperen et Graham retrouvent le film de la Première Guerre mondiale tourné par LaVoy avec l'armée britannique à Salonique.

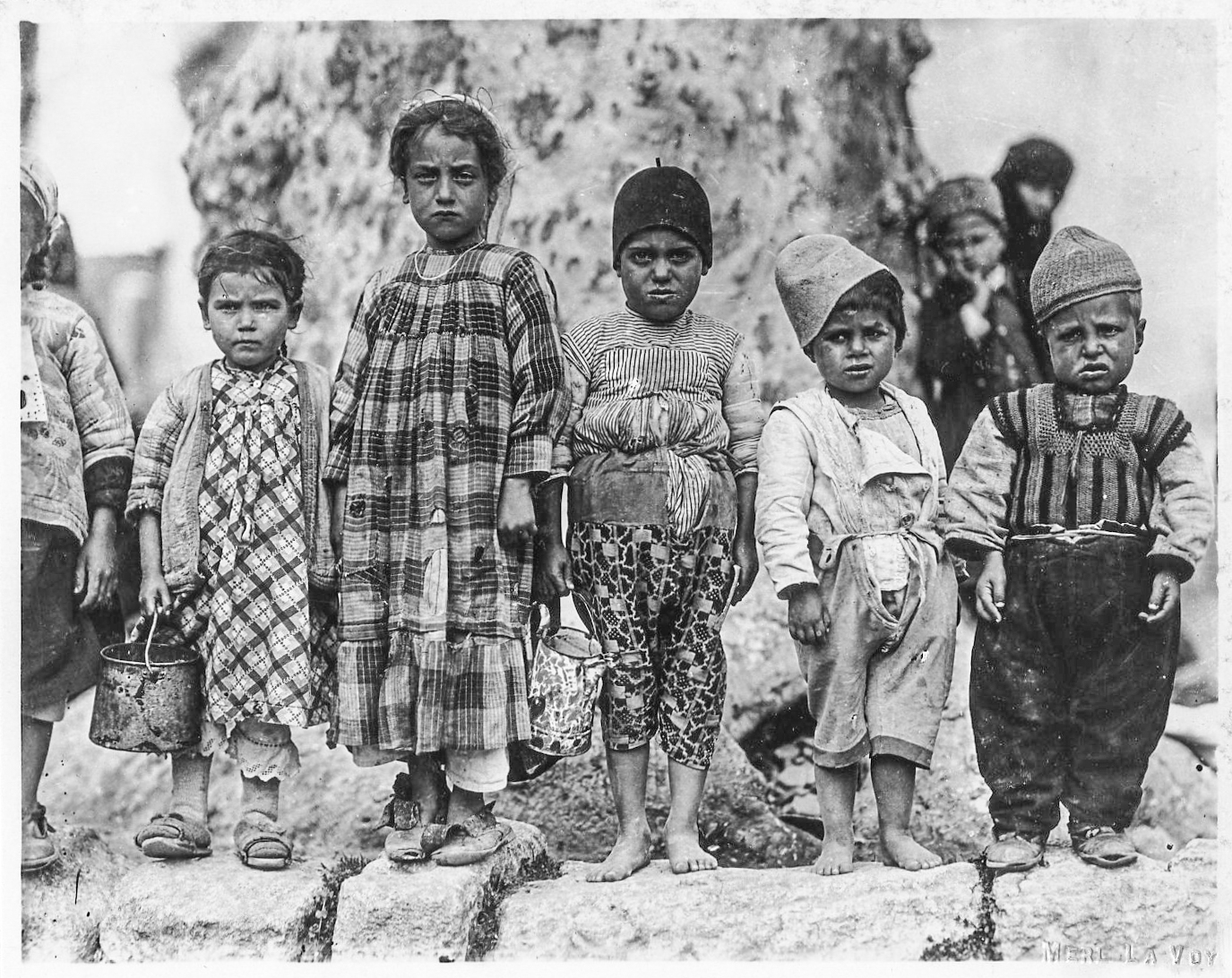
Enfants à Constantinople, vers 1918
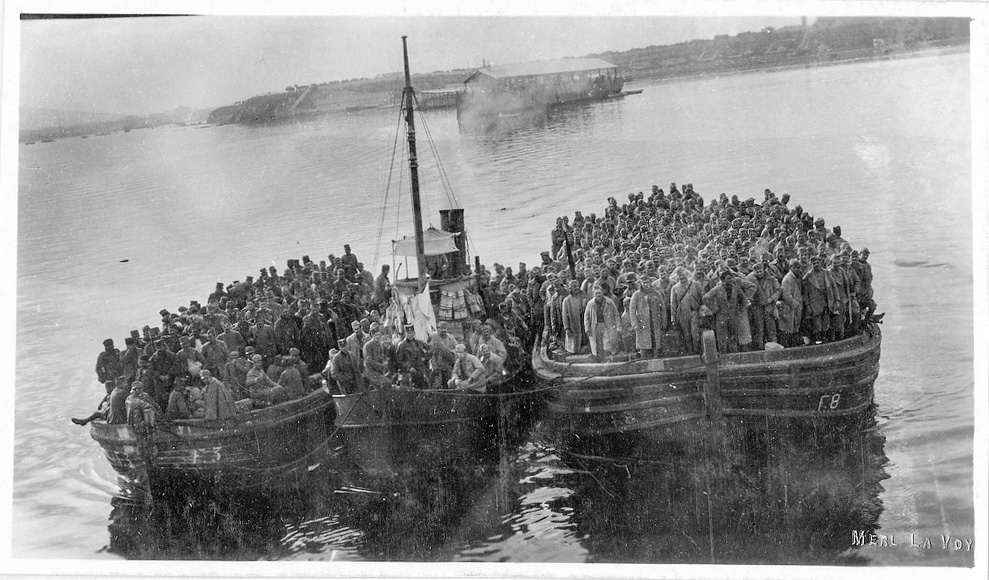
Soldats serbes dans les Balkans, 1918
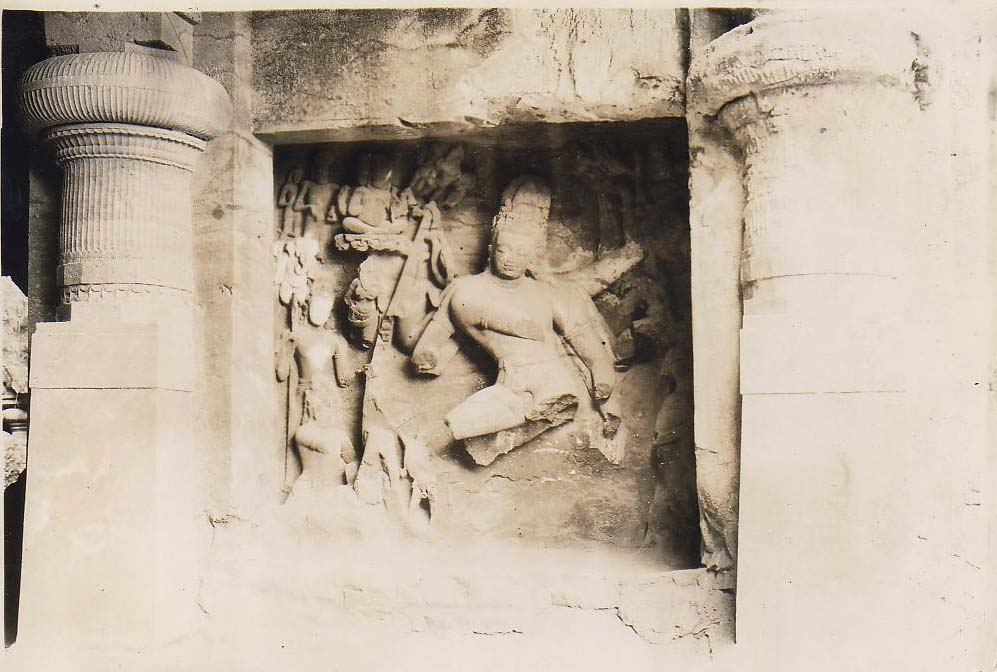
Début des années 1900, Trimūrti.
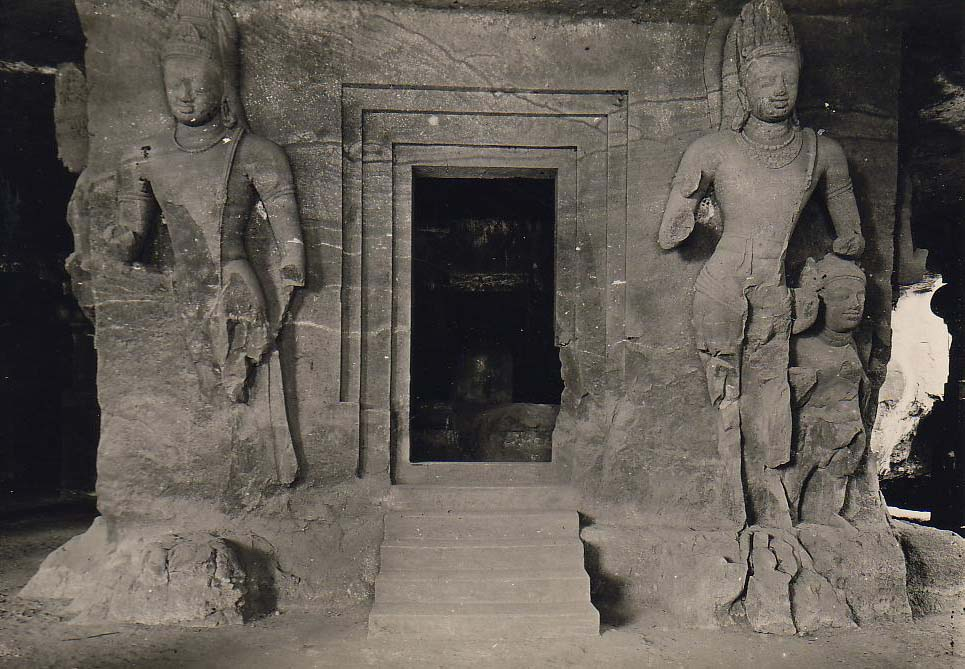
Début des années 1900.
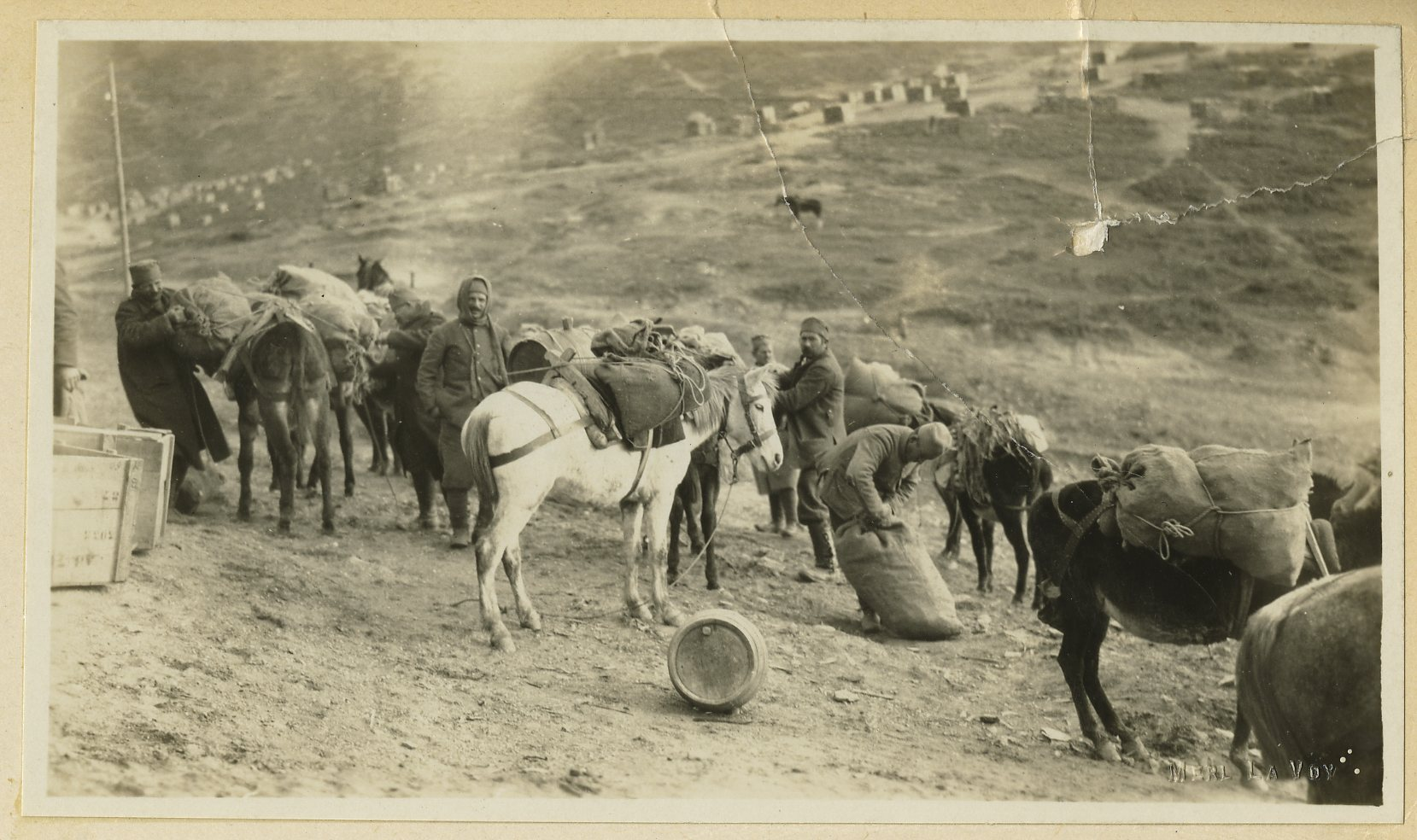
Sur le Front serbe, National Museum of Health and Medicine.
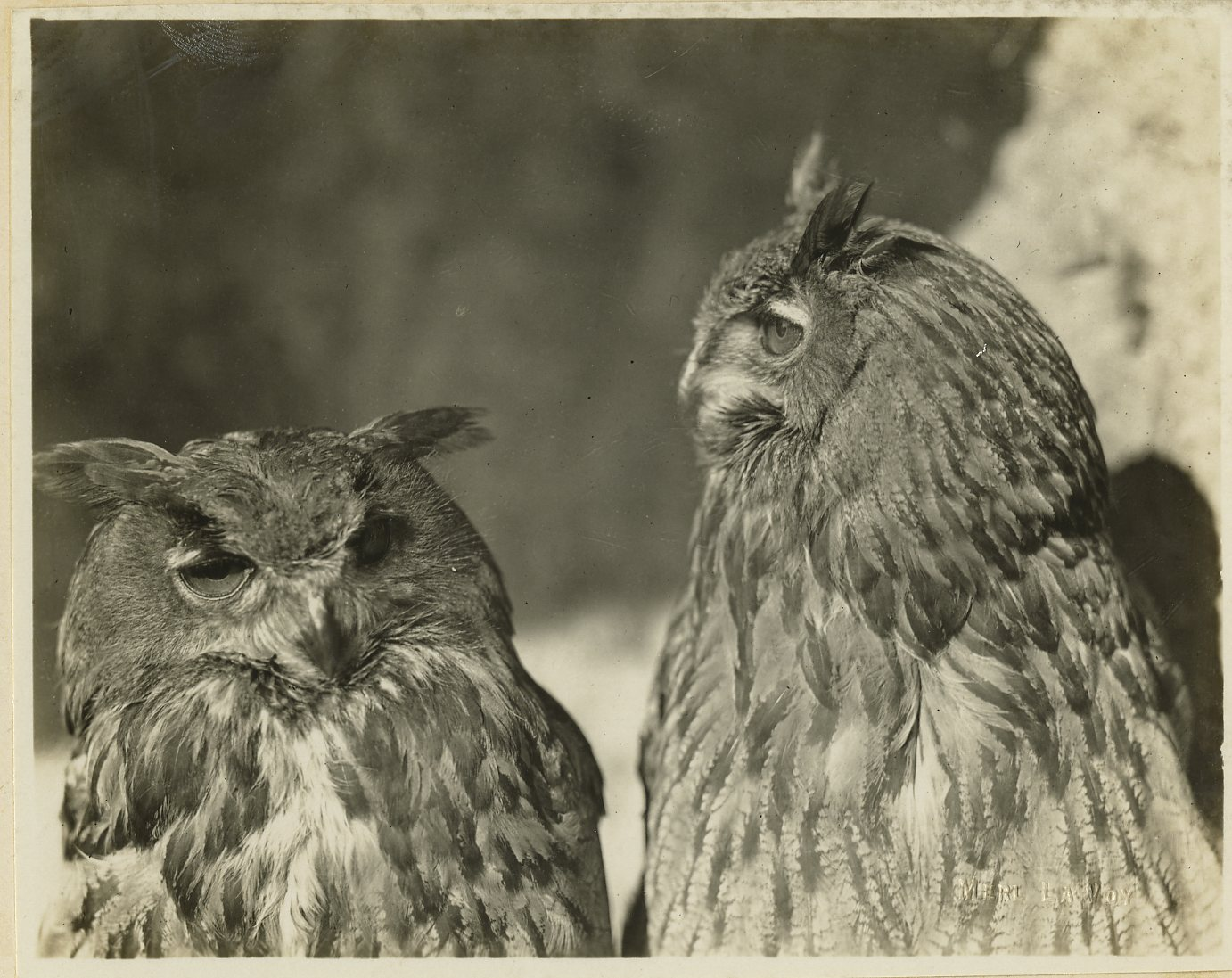
Strigidés dans les Balkans, National Museum of Health and Medicine.
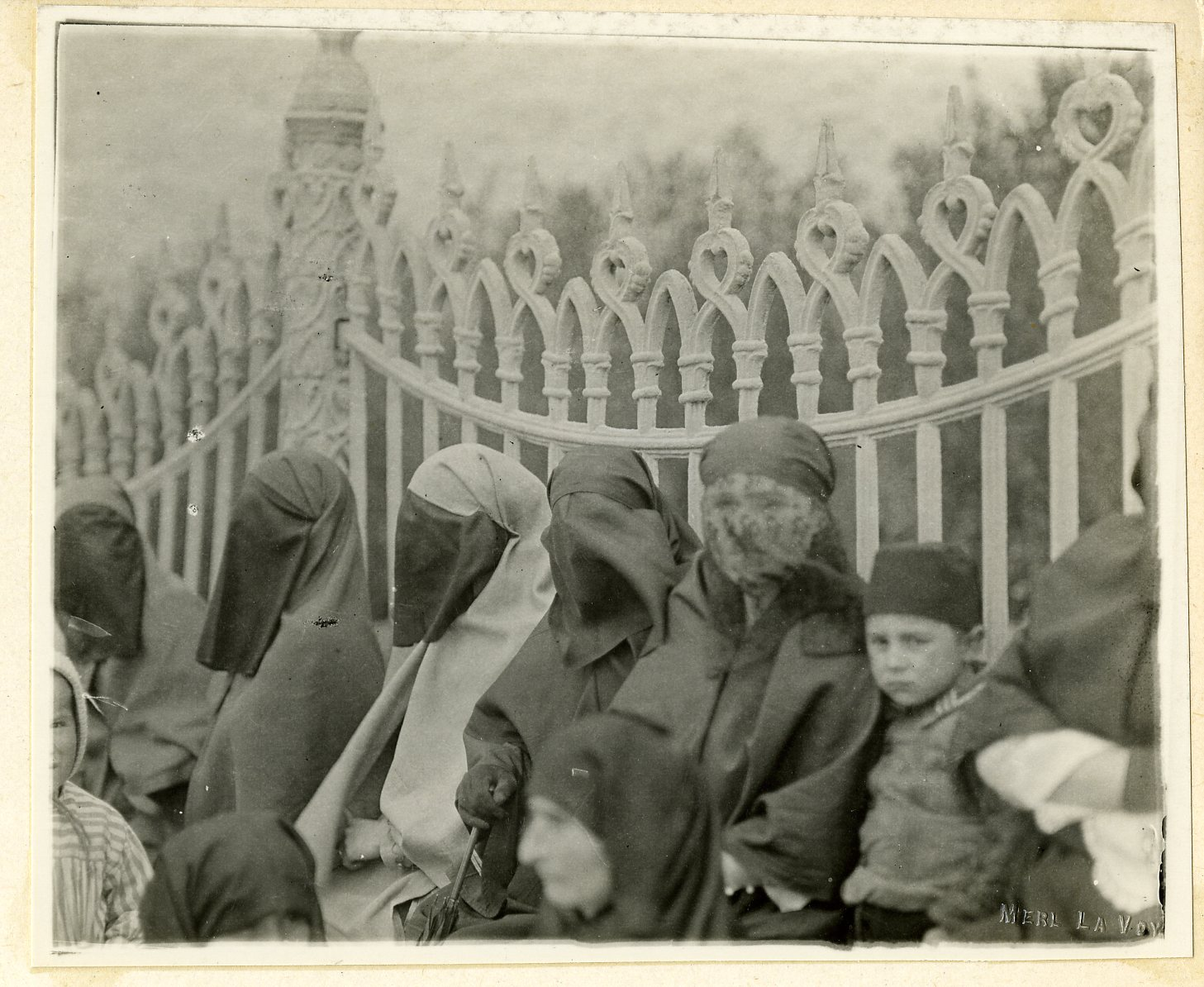
Femmes à Constantinople, National Museum of Health and Medicine.
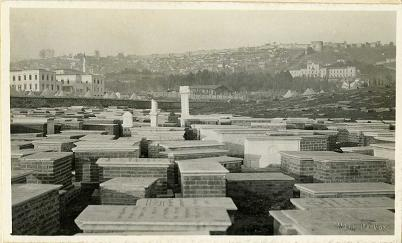
Cimetière juif de Salonique, National Museum of Health and Medicine.
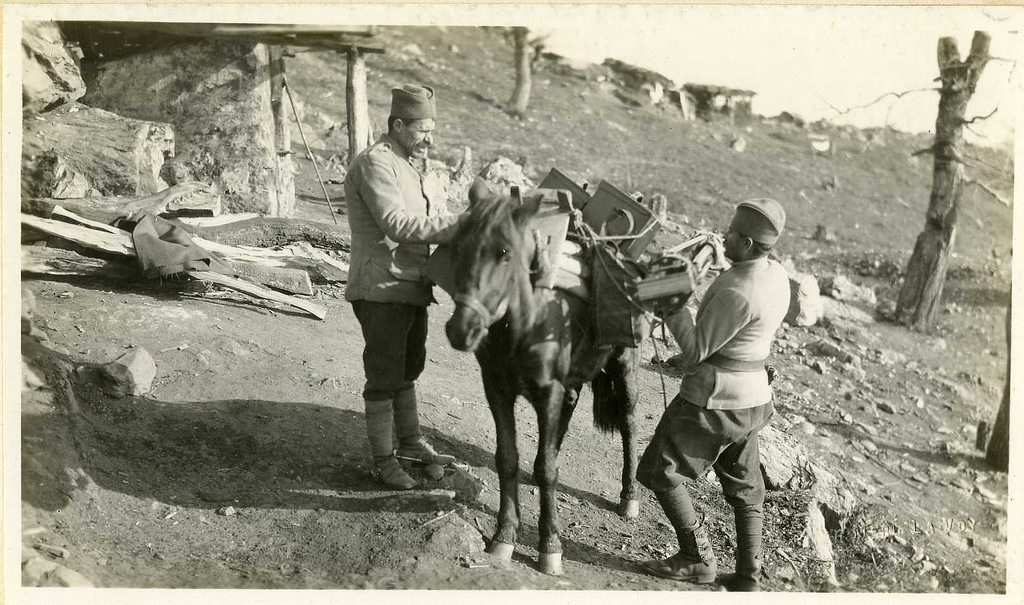
Équipement photographique de LaVoy, National Museum of Health and Medicine.
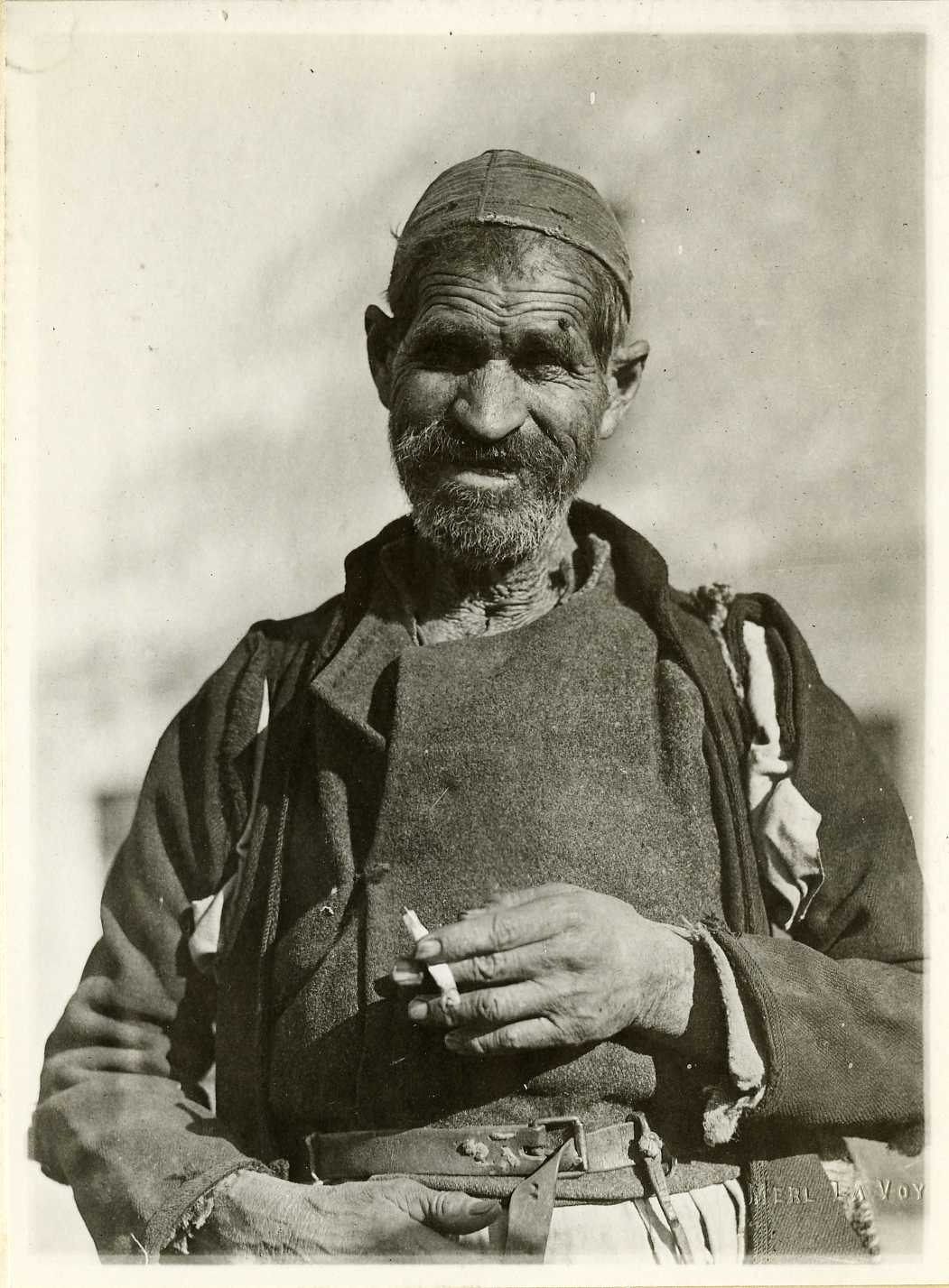
Homme macédonien, National Museum of Health and Medicine.
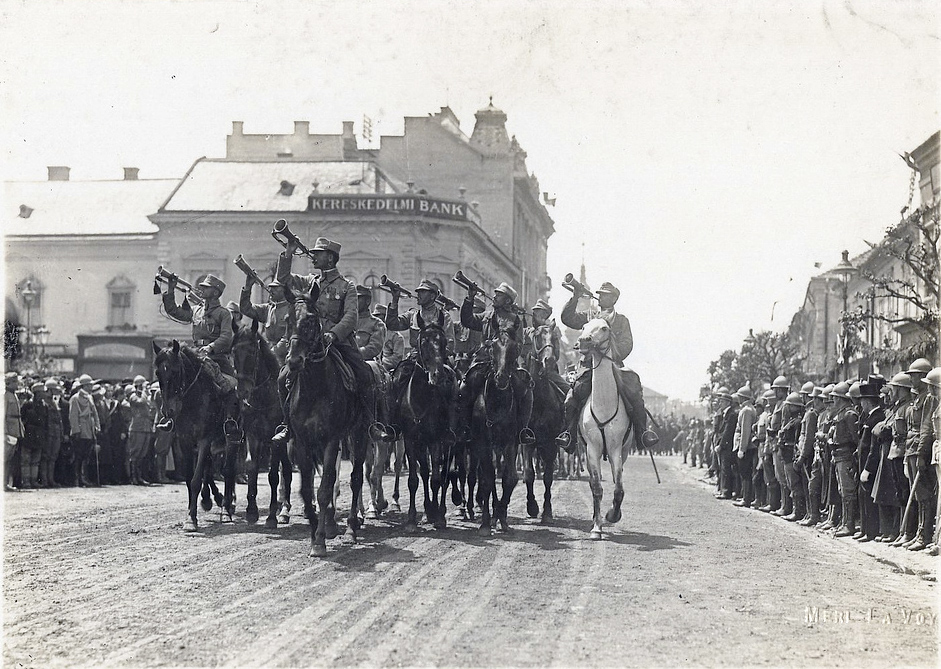
Troupes roumaines en Transylvanie.
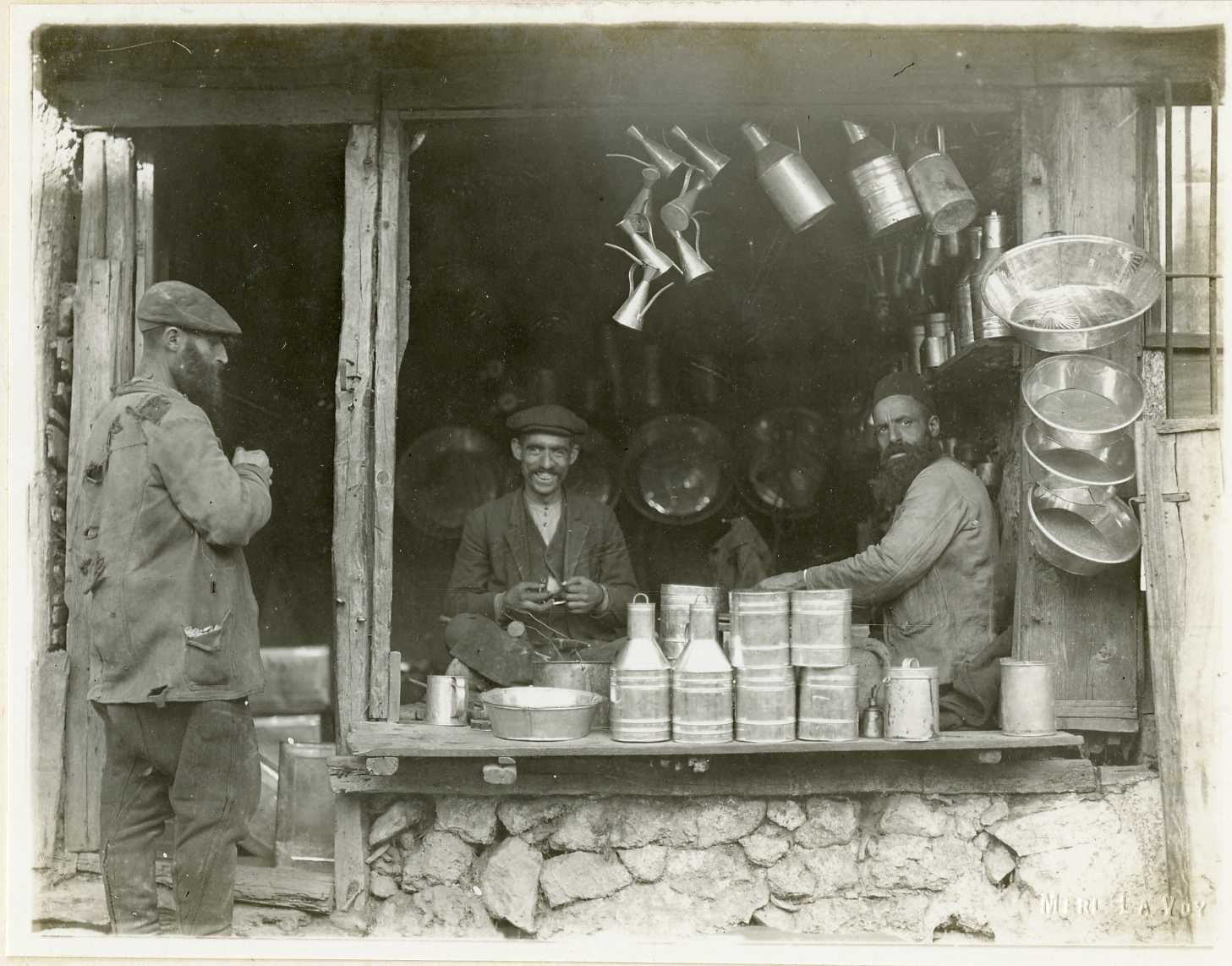
Articles en étain dans un magasin macédonien, National Museum of Health and Medicine.